# U 46
U 46 var en tysk ubåt under andra världskriget med befälhavare Engelbert Endress. Ubåten sänkte bland andra de svenska fartygen S/S Siljan, S/S Convallaria, S/S Liguria, S/S Gunborg, T/F Janus samt Lejdfartyget M/T Castor.
Båten var av typ-Boot VII B, som tjänstgjorde under andra världskriget. Hon gjorde totalt 15 uppdrag och sänkte därunder ofantliga mängder tonnage.   
Uppdraget hade börjat 1936 den 21 november i Germaniavarvet vid Kiel. Hon kölsträcktes den 24 februari 1937. Hon blev operativ den 2 november 1938 under befäl av Herbert Sohler. U 46 mobiliserades som "frontboot" i U-flottilje Wegener i Kiel. U 46 hann under sin tjänstgöring med att sänka 121 076 BRT.   
- 26 september 1940: Sänkte U 46 S/S Siljan med 3 058 BRT. Ångaren sänktes med ett torpedskott. Hon hade kollast och befann sig på väg från Cardiff mot Lissabon. Nio personer dödades.
- 18 oktober 1940: Sänktes den svenska ångaren S/S Convallaria med 1 996 BRT. Ångaren sänktes genom ett torpedskott. Hon hade 821 cf trälast och befann sig på väg från St. John’s mot Ridham Dock. Fartyget hörde till Konvoj SC-7 med 35 andra fartyg. Denna sänkning krävde inga människoliv.
- 18 oktober 1940: Sänktes S/S Gunborg med 1 572 BRT. Hon sänktes med skott av en G7e-Torped. Hon var på väg från Halifax (Nova Scotia) mot Ridham Dock. Detta fartyg hörde till Konvoj SC-7. Inga människoliv spilldes och 23 överlevde.
- 20 oktober 1940: Sänkte U 46 det svenska tankmotorfartyget T/F Janus med 9 965 BRT. Tankern sänktes genom avfyrandet av en G7e-Torped. Hon hade 13 855 t varmolja och befann sig på väg från Curaçao mot Clyde. Fartyget hörde till Konvoj HX-79.
- 29 mars 1941: Sänkte U 46 S/S Liguria med 1 751 BRT. Ångaren sänktes av en G7e-Torped. Hon hade obekant last och befann sig på väg från London mot Las Palmas. Fartyget tillhörde Konvoj OB-302. Sänkningen resulterade i 19 döda och 10 överlevande.
- 31 mars 1941: Sänkte U 46 under kapten Engelbert Endress det svenska tankfartyget M/T Castor med 8 714 BRT. Tankern sänktes genom en G7a-Torped. Hon hade 12 000 t olja ombord och befann sig på väg från Port Arthur till Göteborg. 15 man omkom och 12 överlevde.